# Pezza Petrosa
 Pezza Petrosa est un site archéologique situé dans la commune de Villa Castelli (province de Brindisi), près de la route provinciale de Grottaglie. Le site est constitué des vestiges d'une nécropole et d'un phrourion (it) (avant-poste militaire) qui existaient entre les IVe et Ier siècles av. J.-C., dans une zone qui présente d'importantes traces d'occupation du Néolithique au Haut Moyen Âge,.

## La nécropole

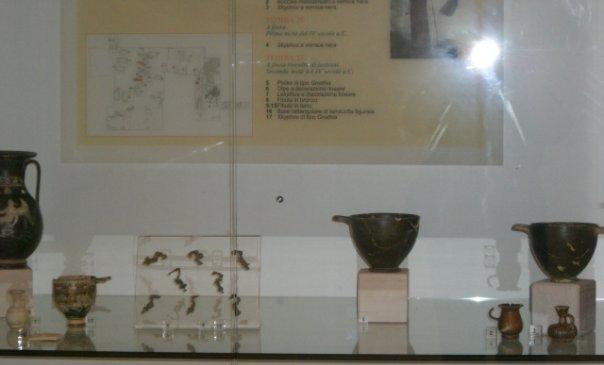
Céramiques datant du conservées au musée municipal de Villa Castelli.

Dans la localité, la nécropole messapienne et dorienne a été trouvée avec 33 sépultures de différents types et orientations, généralement à une place et dans certains cas avec plus d'un défunt.

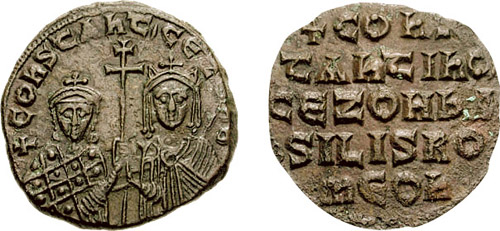
Follis représentant Constantin VII Porphyrogénète et sa mère Zoé Carbonopsina.

Les objets funéraires, aujourd'hui conservés au Musée archéologique national de Tarente et au Musée Archéologique Municipal de Villa Castelli, permettent de dater l'utilisation de la nécropole aux IVe et IIIe siècles av. J.-C. La similitude des céramiques trouvées avec celles de la Grande-Grèce à Tarente  a permis d'émettre l'hypothèse de la présence d'une colonie fondée par Tarente à la frontière avec les territoires des centres messapiques de Kailia (Ceglie Messapica), Mesocorus (près de Carosino), Hyria (Oria), Brentèsion (Brindisi) et Egnazia (dans la municipalité de Fasano).
Des fouilles archéologiques ont été menées sur le site par la Surintendance archéologique des Pouilles en 1989-1990. Les fouilles ont également identifié des vestiges de la ville, un phrourion (avant-poste militaire) de Tarente, réutilisé à l'époque romaine. Les vestiges, endommagés par les travaux agricoles, comprenaient d'éventuels restes de maisons et de murs défensifs en blocs, qui peuvent être datés pour des raisons stratigraphiques après le milieu du IVe siècle av. J.-C.

## Époque médiévale

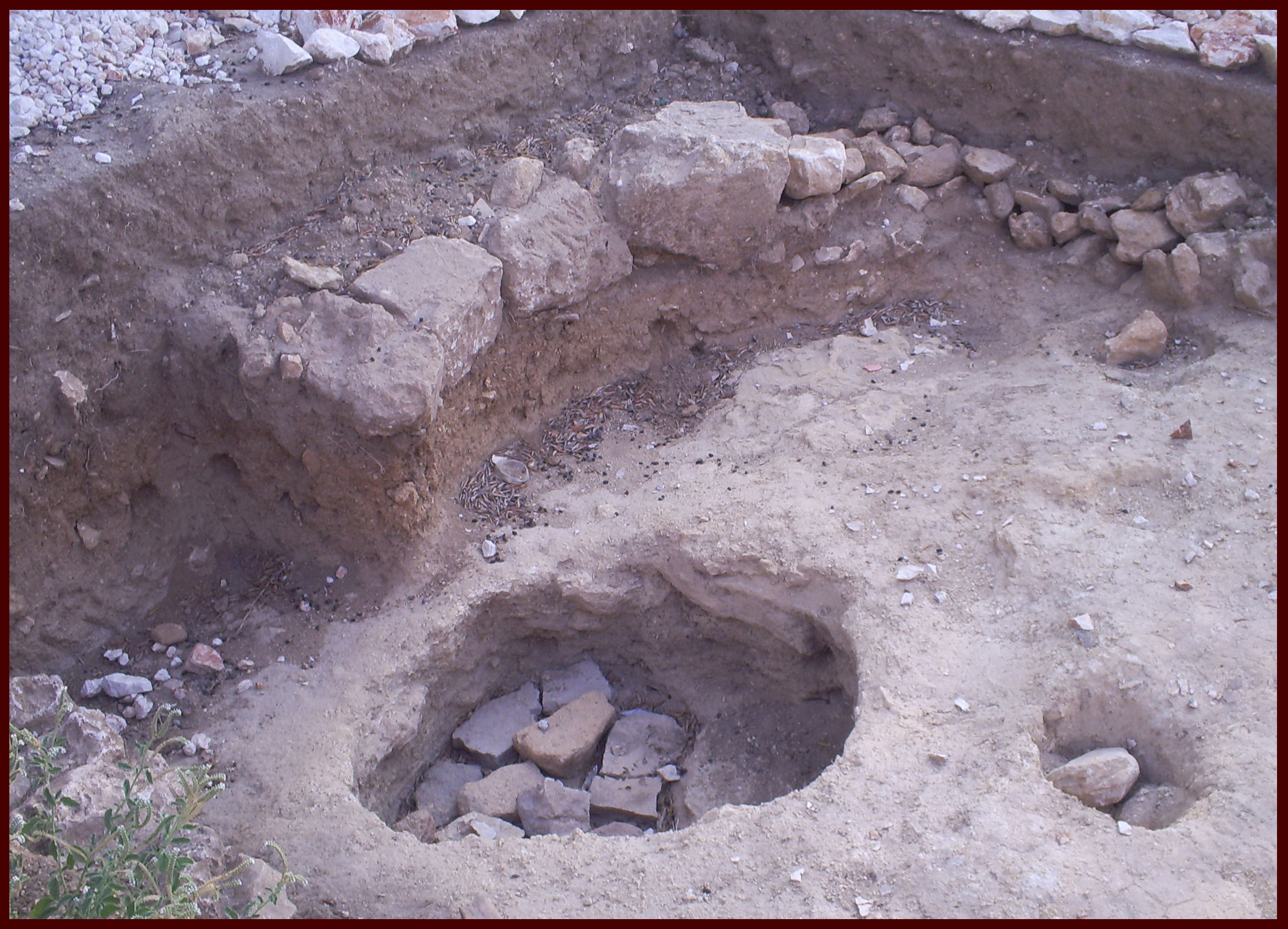
Citerne du, actuellement enterrée.

Quelques mètres plus au nord du site archéologique, des traces de citernes du début du Moyen Âge ont été retrouvées, aujourd'hui sous le parking du site archéologique. Une pièce de monnaie byzantine du Xe siècle a également été retrouvée à l'effigie de l'empereur byzantin Constantin VII.

## Archéologie
En 1590, sur une carte géographique du Salento du cartographe flamand Gérard Kremer (et signée par Gerardum Mercatorem) l'ancienne Rudiae serait indiquée entre Villa Castelli et Grottaglie.

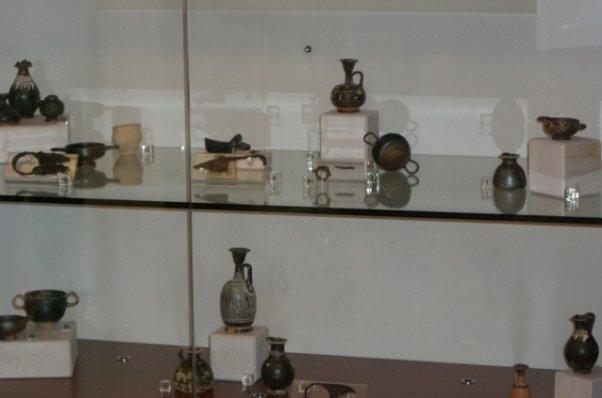
Objets du découverts lors de fouilles ainsi qu'une pièce de monnaie byzantine du IXe siècle.

Dans les années 1930, un érudit local a émis l'hypothèse d'une identification du site avec la ville romaine de Rudiae. 
Toujours à la même époque, le surintendant des fouilles archéologiques des Pouilles, Ciro Drago, avait proposé l'identification du site archéologique comme faisant partie des vestiges des anciennes Rudiae qui auraient couvert çà et là le territoire entre Villa Castelli, Grottaglie et Francavilla Fontana. Cependant, par la suite, Rudiae a été identifiée avec l'ancienne colonie mise au jour près de San Pietro in Lama, à quelques kilomètres de Lecce.